# 嵐山辛モツ焼そば

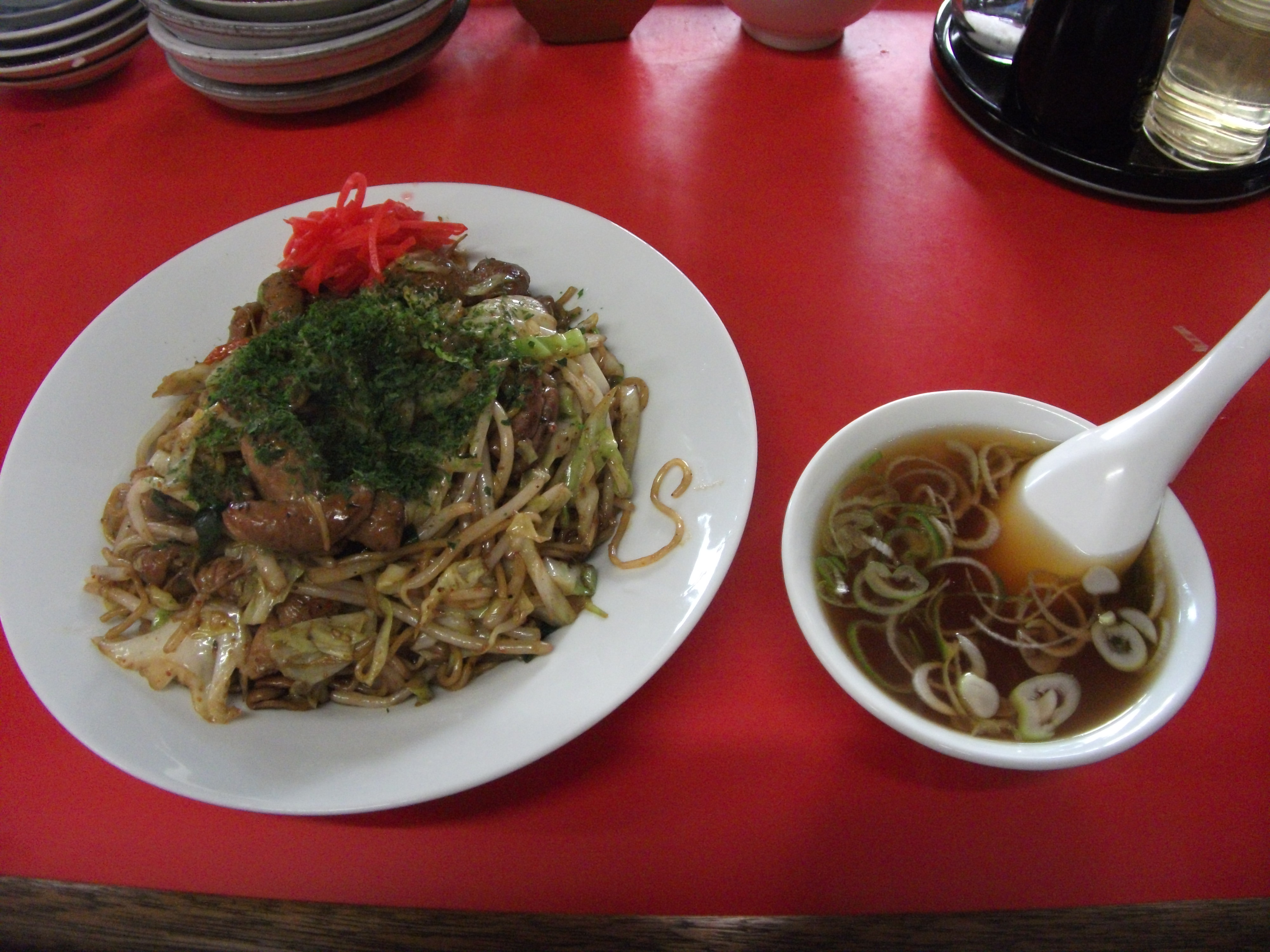
嵐山辛モツ焼そば（2011年）。もつ・キャベツ・モヤシを具としたソース焼きそば。皿に盛りつけて青海苔を振り掛け、紅しょうがを添える。

嵐山辛モツ焼そば（らんざんからモツやきそば）は、埼玉県比企郡嵐山町のご当地グルメ。

## 特徴
嵐山町における地域おこしの一環として、2011年（平成23年）に考案された料理である。具に辛く味付けした「もつ」を用いるのが特徴で、同年11月開催の埼玉B級ご当地グルメ王決定戦では早くも3位入賞を果たした。地元では丼物（もつ丼）や煮物（もつ煮）、焼き物（ホルモン焼き）などの内臓料理を好んで食する文化があり、これをB級グルメの代名詞である焼きそばと組み合わせたものである。

## バリエーション
嵐山辛モツ焼そばは、嵐山町内のラーメン店やお好み焼き店といった飲食店のほか、嵐山渓谷温泉健康センター「平成楼」、隣接する滑川町のなめがわ温泉「花和楽の湯」でも提供されている。味噌や香辛料で辛味をつけた豚のもつ（腸）に、キャベツやモヤシといった野菜を加え、太めの麺と和えて炒め、ソースで味付けしたものが基本形。豚のもつ以外にも牛のホルモンを用いる店舗があるほか、焼きそばをパン生地に包んで焼き上げた「嵐山辛モツ焼そばパン」という派生料理も提供されている。